# Малатья (провінція)
Малатья (тур. Malatya) — провінція в Туреччині, розташована на сході країни. Столиця — місто Малатья. На сході межує з провінціями Елязиг та Діярбакир, на півдні зі провінцією Адияман, з Кахраманмараш на заході та з провінціями Сівас і Ерзінджан на півночі.    
Населення провінції становить 722 065 жителів (дані на 2007 рік). Провінція складається з 14 районів. 